# 白山乡 (苍溪县)
白山乡，是中华人民共和国四川省广元市苍溪县下辖的一个乡镇级行政单位。

## 行政区划
白山乡下辖以下地区：
青龙村、单古村、蚕丝村、西湖村、车子村、天马村、南山村、宝顶村、寨垭村、红庙村和飞凤村。